# Manoir de Donnay
Le manoir de Donnay est une demeure du XVIIIe siècle située dans la commune de Donnay dans le département du Calvados en Normandie.
On trouve les ruines du manoir du XVe siècle démoli à l'époque de la Révolution. Les vestiges de jardin et d'accès d'architecture prestigieuse sont encore apparents. Le manoir est habité par la famille Hélie de Combray, une famille seigneuriale, puisque demeure encore le pigeonnier qu'elle était autorisée à posséder.
La marquise de Combray fréquente cette demeure en alternance avec celle de Tournebut (Eure).
Il est recensé à l'Inventaire général du patrimoine culturel.